# Јуриј Волков
Јуриј Александрович Волков (рус. Юрий Александрович Волков; Москва, 18. април 1937 − Москва, 17. мај 2016) био је совјетски и руски хокејаш на леду и хокејашки тренер, двоструки светски првак и Заслужни мајстор спорта Совјетског Савеза од 1963. године. Током каријере играо је на позицијама централног нападача.

## Биографија
Играчку каријеру започео је у екипи Крила Совјетов 1955. године и већ у дебитантској сезони освојио је друго место у националном првенству. Већ следеће сезоне прешао је у други московски клуб, Локомотиву, а потом је у периоду 1960−1967. бранио и трећег московског клуба, Динама. У совјетском првенству одиграо је укупно 385 утакмица и постигао 158 голова.
За репрезентацију Совјетског Савеза на међународној сцени играо је два пута, оба пута на светским првенствима, а на оба такмичења је освојио златне медаље (СП 1963. и СП 1965). 
По окончању играчке каријере једно краће време је радио као помоћни тренер, прво у московском Динаму три сезоне (1968−1971) и потом једну сезону у Динаму из Источног Берлина (1971−1972).